# Cessapalombo
Cessapalombo là một đô thị ở tỉnh Macerata ở vùng Marche, có vị trí cách khoảng 60 km về phía tây nam của Ancona và khoảng 25 km về phía tây nam của Macerata. Tại thời điểm ngày 31 tháng 12 năm 2004, đô thị này có dân số 568 người và diện tích là 27,7 km².
Cessapalombo giáp các đô thị: Caldarola, Camporotondo di Fiastrone, Fiastra, Pievebovigliana, San Ginesio.